# ビック・サルダール
ビック・サルダール（Vic Saludar、1990年11月3日 - ）は、フィリピンのプロボクサー。ポロモロク出身。元WBO・WBAレギュラー世界ミニマム級王者。元WBOアジアパシフィックフライ級・スーパーフライ級王者で第54代OPBF東洋太平洋バンタム級王者のフローイラン・サルダールは実兄で、2010年広州アジア大会フライ級金メダリストの元アマチュアボクサーのレイ・サルダールは実弟。

## 来歴
2015年12月31日、愛知県体育館でWBO世界ミニマム級王者田中恒成と対戦し、6回2分15秒KO負けを喫し王座を獲得出来なかった。
2018年7月13日、神戸市の神戸市立中央体育館でWBO世界ミニマム級王者山中竜也と対戦し、12回3-0（116-111、117-110、115-112）の判定勝ちを収め王座を獲得した。
2019年2月26日、後楽園ホールで谷口将隆と対戦し、12回3-0（118-110、2者が117-111）の判定勝ちを収め初防衛に成功した。
2019年8月24日、サンファンのプエルトリコ・コンベンション・センターでウィルフレド・メンデスと対戦し、12回0-3（110-117、110-116、112-115）の判定負けを喫し2度目の防衛に失敗、王座から陥落した。
2021年2月20日、ビニャンのビニャン・フットボール・スタジアムでノックアウト・CPフレッシュマートのスーパー王座認定に伴い、ロバート・パラデロとWBA世界ミニマム級レギュラー王座決定戦を行い、12回2-1（110-118、115-113、116-112）の判定勝ちを収めWBOに続く王座を獲得した。
2021年12月21日、サントドミンゴで元WBA世界ミニマム級暫定王者で1位のエリック・ロサと対戦し、12回1-2（112-113、113-112、109-116）の判定負けを喫し初防衛に失敗、王座から陥落した。

## 獲得タイトル
- WBOアジア太平洋ミニマム級王座
- WBO世界ミニマム級王座（防衛1）
- ABFアジアミニマム級王座
- WBA世界ミニマム級レギュラー王座（防衛0）